# Andreas Kupfer
Andreas Kupfer (7 de maio de 1914 - 30 de abril de 2001) foi um futebolista alemão que competiu na Copa do Mundo FIFA de 1938.